# Црква-џамија у Улцињу
Црква-џамија у Улцињу, позната и као Царска Џамија, Халил Скура џамија и Црква Свете Марије је бивша католичка црква и садашња џамија у Улцињу.

## Историјат
За време Млетачке републике у граду је 1510. године подигнута црква Свете Марије, која је претворена у џамију, а названа Џамија султана Селима II чим су Турци освојили Улцињ 1571. године. Названа је и као Царска џамија, пошто није била задужбина па су тако њени запослени плаћани из државног буџета.
Хаџи Халил Скура је 1693. године доградио минарет од тесаног камена у доњем делу, на правоугаоној основи, који је на врху ужи. Верска намена ове џамије престала је 1880. године, када су Турци Црногорцима предали Улцињ. Овај верски објекат је имао и мектеб, где су се окупљали улцињске реисе, када је требало донети важне одлуке. У оквиру објекта налази се Градски музеј.